# Брацлавська фортеця
Брацлавська фортеця — колишня фортеця поблизу селища Брацлав у Немирівському районі Вінницької області на річці Буг.

## Історія
Небожі Ольгерда, князі Коріатовичі, серед перших подільських замків наказали вибудувати твердиню на річці Буг, Бряславль (Брацлав). Трапилась це на початку 60-х років XIV століття.
1395 інший литовський князь Вітовт завоював Поділля і відібрав брацлавський замок у Федора Коріатовича і віддав його Дмитру Корибуту разом з Вінницею, Соколом, Крем'янцем.
1442 року Федір Острозький відібрав в Свидригайла все Поділля, а також Брацлав, Смотрич, Скалу та інші подільські замки.
1432 року (за іншими свідченнями — 1434) Брацлав увійшов до складу Польського королівства, але в 40-х роках XV ст. був повернений Литві.
Починаючи з кінця XV ст. брацлавська фортеця стала епіцентром військових дій у Східному Поділлі. 1479 року татари в результаті набігу спалили замок.
Під час війни з волохами йдучи на допомогу польському королю Яну І Ольбрахту, стояв тут військовим табором великий литовський князь Олександр Ягеллончик, тоді він відновив замок і відбудував місто.

### Опис замку XVIст.
Князь Ілля поставив чотири вежі замку і 15 городень і міщани поставили ще дві вежі і 11 городень. Всього замок мав 26 городень і 6 веж. Роботу, почату князем Іллею, завершив Князь Пронський, він накрив чотири вежі. В замку не було води, почали вибивати кирницю, але ще була не завершена. Ревізор зробив запис, що через річку Пуцевку необхідно перекинути міст і поставити на іншому боці оборонну вежу, для оборони від ворогів і міст для того, що населенню, яке живе за річкою тяжко добиратися до замку. Замок був на той час малий і поміщав тільки третину жителів. Ревізор виділив ще землі для замку і потрібно було робити нові укріплення. Тобто ще 23 городні по 3 сажні одна городня. І біля городень потрібно було викопати рів. Ці роботи мали робити самі міщани та зем'яни.
Озброєння замку: 2 великі гармати і 4 польних, 28 готових до стрільби гаківниць. Замок мав 3 пушкарі: Лаврин, Гаврило, Гринь. Ревізор записав, що потрібно ще 3 пушкарів. Через річку Бог за часу Князя Пронського був збудований міст. За Князя Констянтина тут був лише пором.
Люстрація в серпні 1545. Замок був збудований коштом короля Олександра. Стан міщан і зем'ян був однаковий. 6 замкових веж, городні та міст замковий через Пуцовку утримували зем'яни та міщани. Замкова сторожа утримувалася королівським коштом. До замку належав млин на р. Бог.
Люстрація 1552. Замок знаходився між двома ярами, з однієї сторони яром Бугу і з іншої — яром Пацовки. Замок знаходився на пагорбі — Кам'яний. Великий міст через Буг був збудований коштом зем'ян і міщан. У 1552 році староста Брацлава — князь Богуш Корецький. Осель на той час було 730, 7 грецьких церков, 1 костел. До замку належала рілля, на якій росло всіляке збіжжя та вигодовувалась худоба на дібровах; оленів, зубрів та лосів знаходилось тоді тут досить.
1552 року за наказом короля Сигізмунда ІІ Августа було укріплено замок і поставлено тут велику варту. Сигізмунд II Август послав 1552 року пушкаря Жолдака укріпити Брацлавський замок, він зобов'язався це виконати за 28 неділь. На роботах були задіяні 60 копачів і 40 ремісників, було затрачено на все 3177 зл.
1616 року старостою Брацлава був Валентій Александер Калиновський. У місті знаходилося 500 міських будинків, 40 шляхетських будинків, 5 будинків попівських, 18 жидів. 1606 на ґрунтах брацлавських було засновано містечко — Мацоха, яке мало 150 осель. Після Валентина старостою був його син Марцін.
1569 року Брацлавщина стала воєводством у складі Речі Посполитої, а сам Брацлав одержав магдебурзьке право. У 1594 році під стінами брацлавського замку повстанці Северина Наливайка, яких підтримав місцевий війт Роман Тишкевич, напали на шляхетський табір і перебили немало польських урядовців.
1654 відбулася битва між 12000-ми козаків під проводом Зеленіцького, Богуна, Пушкаренка та з іншої сторони київського каштеляна Стефана Чарнецького та шляхтою. Козаки, висадивши замок в повітря, зруйнували міст та спалили місто.
Брацлавський замок відіграв неабияку роль в роки Визвольної війни та Руїни. Згідно з міждержавними угодами другої половини XVII ст. більша частина Брацлавщини повинна була залишатись незаселеною. Замкові укріплення Брацлава тим часом занепадали.
25 серпня 1671 місто складалося з 2 частин. Нижнє місто було на полі і укріплене невеликим земляним валом і верхнє місто не дуже велике на вершині найвищого пагорба, по-козацьки сильно укріплене, з північної частини р. Буг, на сході глибока долина і на заході між нижнім і верхнім містом було широке озеро, з півдня по площині місто було укріплене земляним валом, ровом, та палісадом, якнайкраще фортифіковано. В місті було багато населення, в верхньому місті була одна церква і в нижньому 3, всі грецькі. Населення тільки козаки (українці). Нижнє місто піддалося нападу татар, які були тут розбиті, а решта втекли (за щоденником Ульріха фон Вердума).
Місто мало такі передмістя: Чернишовка, Грабовець, Дольське, Пархіловка, Павліковка, Слобідка, Волечка.
Брацлавський замок мало не відбудували уже в XIX столітті, коли імператор Микола І віддав відповідне розпорядження. Брацлав, що знаходиться на перехресті стратегічних шляхів, зацікавив імператора, тому у 1832 році навіть був виконаний план майбутнього замку, сама побудова якого так і не відбулася. Тому від старого ж замку до наших днів не залишилось нічого.

## Зовнішній вигляд
Брацлавський замок був великий, найкраще укріплений і споряджений;